# Peter Fuss
Peter Fuss – pseudonim polskiego artysty wizualnego, którego twórczość zaliczana jest do street artu.

## Życiorys
Peter Fuss działa głównie w Trójmieście, zaklejając billboardy reklamowe swoimi czarno-białymi plakatami, często komentującymi aktualne wydarzenia polityczne. Ze względu na nielegalny charakter swej działalności celowo nie ujawnia swoich danych personalnych. Jego pierwszy plakat umieszczony w przestrzeni miejskiej w maju 2006 przedstawiał sylwetki papieży Jana Pawła II (przekreśloną) i Benedykta XVI.
Cykle obrazów o podobnej tematyce: everyday I am oraz sometimes I feel ashamed to be Polish publikuje też na swojej stronie internetowej. 
25 stycznia 2007 r. w Galerii Scena w Koszalinie otwarta została wystawa Fussa zatytułowana jesus christ king of poland, na którą składały się zrzuty ekranów z forów internetowych (m.in. forum Frondy), zawierających między innymi wypowiedzi o charakterze antysemickim i rasistowskim. Wystawie towarzyszył plakat (umieszczony nielegalnie na jednym z miejskich billboardów) z napisem Żydzi won z katolickiego kraju, przedstawiający twarze kilkudziesięciu osób, którym na publikowanych w internecie listach przypisuje się żydowskie pochodzenie. Plakat był przyczyną zamknięcia wystawy przez prokuraturę następnego dnia po jej otwarciu.  
W czerwcu i lipcu 2007 na wystawie w Gdańsku oraz na targach sztuki w Londynie Peter Fuss zaprezentował pracę For the laugh of God, parodię For the love of God Damiena Hirsta. Praca przedstawiała plastikową czaszkę ludzką pokrytą sztucznymi diamentami, imitującą wykonaną przez Hirsta z prawdziwych diamentów czaszkę, uważaną za najdroższe dzieło sztuki w historii.
W kwietniu 2009 w Galerii NoD w Pradze zorganizowała wystawę prac Petera Fussa zatytułowaną Achtung!. Ekspozycja składała się z wielkoformatowych prac, opartych na fotosach z filmów wojennych (Pianista, Lista Schindlera), przedstawiających prześladowanie żydów przez żołnierzy w niemieckich mundurach. Fuss zmodyfikował mundury, dodając do nich gwiazdy Dawida, co miało stanowić "krytykę brutalnych metod stosowanych przez Izrael w walce z Palestyńczykami". Do wystawy nie doszło, została ona zdemolowana w dniu otwarcia przez przedstawicieli praskiej gminy żydowskiej, do której należy budynek galerii.